# Bataille de Saint-Aubin-du-Cormier (1799)
Pour les articles homonymes, voir Bataille de Saint-Aubin-du-Cormier (homonymie).
Chouannerie
Batailles
- Liffré
- 1re Argentré
- Expédition de Quiberon
- Plouharnel
- Quiberon
- Segré
- 1er Rocher de La Piochais
- La Ceriseraie
- La Cornuaille
- 1re La Croix-Avranchin
- La Vieuville
- Boucéel
- 1re Saint-James
- 2e Rocher de La Piochais
- 2e La Croix-Avranchin
- Auverné
- Andigné
- Croix-Couverte
- Tinchebray
- L'Auberge-neuve
- Locminé
- Saint-Hilaire-des-Landes
- Val de Préaux
- Le Grand-Celland
- 2e Argentré
- Noyant-la-Gravoyère
- La Hennerie
- Saint-Aubin-du-Cormier
- Le Mans
- Nantes
- Saint-Brieuc
- Le Lorey
- Mont-Guéhenno
- La Tour d'Elven
- 2e Saint-James
- Les Tombettes
- Pont du Loc'h

Le bataille de Saint-Aubin-du-Cormier a lieu le 6 octobre 1799 pendant la Chouannerie. Elle s'achève par la victoire des républicains qui repoussent une attaque des chouans contre le bourg de Saint-Aubin-du-Cormier.

## Prélude
Au début du mois d'octobre 1799, une armée de chouans se rassemble à la Chaudronnerais, entre le bourg de Beaucé et la ville de Fougères,. Le commandement des divisions royalistes de Fougères et de Vitré est alors assuré par François-Gaspard de La Nougarède, dit Achille le Brun,,,. Leur ancien commandant, Aimé Picquet du Boisguy, se trouve alors dans l'armée du Bas-Anjou et de Haute-Bretagne, commandée par Châtillon, après s'être évadé du château de Saumur le 22 septembre,,.

## Forces en présence
Dans la nuit du 4 au 5 octobre, la troupe de La Nougarède quitte Beaucé et se porte en direction de Saint-Aubin-du-Cormier,. Le nombre des insurgés n'est pas précisé par les rapports républicains, mais l'abbé Coutard, prêtre constitutionnel de Saint-Marc-sur-Couesnon et commissaire du directoire exécutif du canton de Saint-Aubin-du-Cormier, fait mention d'une « bande de chouans considérable », dont plusieurs « armés d'outils tranchants »,.
Selon Le Moniteur universel et un journal patriote, Le Journal des Hommes, le nombre des chouans est évalué à 3 000 hommes,, dont 800 armés de fusils et les autres de haches et de piques.
La garnison républicaine est quant à elle forte d'une centaine d'hommes, dont 60 à l'intérieur du bourg de Saint-Aubin-du-Cormier, et 40 en patrouille dans les campagnes,,, commandés par le citoyen Azema,.

## Déroulement
L'affrontement s'engage le 14 vendémiaire an VIII (6 octobre 1799). Le déroulement de ce combat est décrit dans un rapport rédigé par l'abbé Coutard,. D'après son récit, un détachement de 40 hommes commandés par le citoyen Azema sort de Saint-Aubin-du-Cormier à cinq heures et demie du matin et se met en marche pour Fougères,. En chemin, le détachement est attaqué par les chouans,. Très inférieurs en nombre, les patriotes prennent la fuite et se replient sur Saint-Aubin en laissant derrière eux sept morts, dont Azema, et trois prisonniers,. Les chouans se lancent à leur poursuite et s'emparent rapidement des faubourgs de Saint-Aubin, en pénétrant par la porte du midi. La garnison républicaine et quelques habitants se rassemblent alors pour tenir les différents postes fortifiés au centre de la ville,.
D'après Le Journal des Hommes, la ville est attaquée de tous côtés, à l'exception du côté est, où se trouve un étang, un marais et les ruines du château. Environ 200 chouans s'engouffrent par la porte du midi, laissée ouverte, et s'emparent d'un poste au sud-ouest du bourg. Environ 60 autres s'approchent jusque sous un porche près du centre du bourg. Les républicains se jettent alors dans les maisons vis-à-vis du porche et ouvrent le feu sur les assaillants qui se replient en laissant trois morts.
Selon l'abbé Coutard, quelques chouans enfoncent l'entrée des maisons situées entre les postes afin de les contourner, mais leurs tentatives sont repoussées,. 
Finalement, après deux à trois heures de combat, les chouans renoncent à poursuivre l'attaque et battent en retraite,,. 

## Pertes
D'après le rapport de l'abbé Coutard, les pertes des républicains sont de onze morts, douze à quinze blessés et trois prisonniers,. Du côté des chouans, il fait mention de la perte d'un porte-drapeau et d'au moins trois morts dans l'attaque des maisons situées entre les postes,. Il suppose que leurs corps sont enterrés à Billé,.  
Le Moniteur universel et Le Journal des Hommes font quant à eux état de 40 morts et autant de blessés du côté des chouans,.